# Kinoautomat

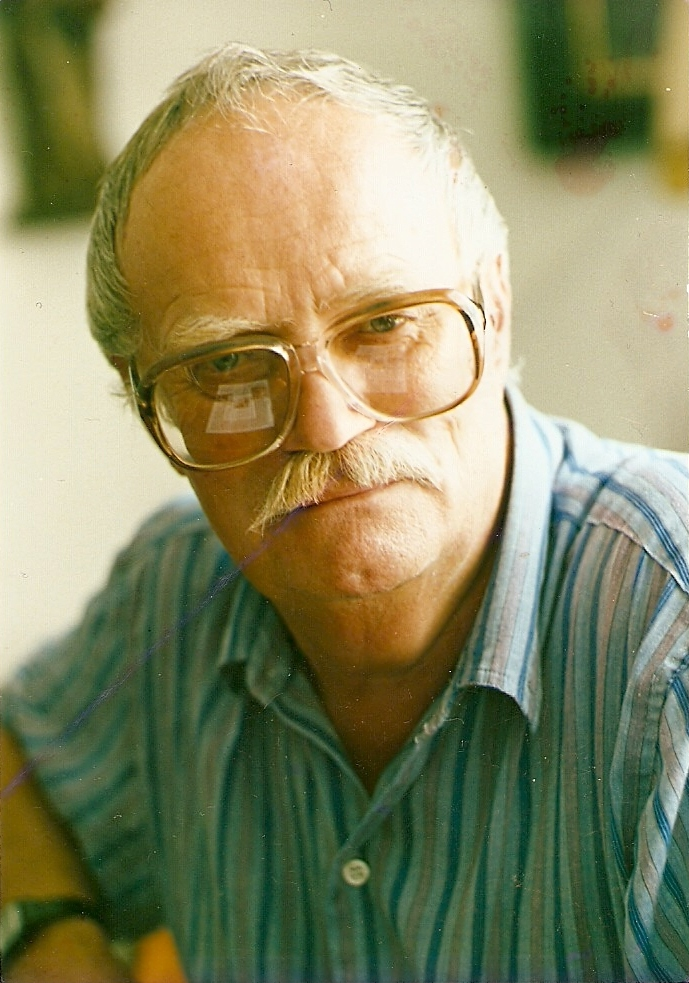
Radúz Činčera

Kinoautomat (titre complet : Kinoautomat: One Man and His House) est un film conçu par Radúz Činčera (en) et sorti en 1967. Présenté au pavillon tchécoslovaque de l'Exposition universelle de 1967 de Montréal, il fut l'un des premiers films interactifs au monde : le film s'arrête à 9 moments où une personne apparaît et demande au public de choisir entre deux scènes ; les spectateurs votent et le film se poursuit avec la scène qui a été choisie. Néanmoins, le film s'étant ouvert par un flashforward, il finit toujours (par une série de flashbacks) de la même façon en montrant un appartement en feu.

## Synopsis
M. Novak, héros du film, rentre chez lui avec un bouquet de fleurs : c'est l'anniversaire de son épouse qui doit arriver d'un instant à l'autre. Mais il sonne par erreur à l'appartement voisin.
Sa jeune et jolie voisine était sous la douche ; alors qu'elle sort juste vêtue d'une serviette de bain, sa porte d'entrée se reclaque derrière elle. 
Elle sonne alors en petite tenue chez M Novak  : que doit-il faire ? Lui ouvrir ou pas ?
C'est la première des questions qui est soumise au vote des spectateurs.

## Fiche technique
- Titre : Kinoautomat: One Man and His House
- Titre tchèque : Clovek a jeho dum
- Réalisation : Radúz Činčera (en), Ján Roháč, Vladimír Svitáček
- Scénario : Pavel Juráček, Radúz Činčera (en), Miroslav Horníček (en), Ján Roháč, Vladimír Svitáček
- Producteur : Ladislav Kalas
- Musique :  Evžen Illín
- Directeur de la photographie : Jaromír Šofr
- Montage : Miroslav Hájek
- Durée : 63 minutes
- Pays d'origine :  Tchécoslovaquie
- Format : Noir et blanc, couleur - 2.55 : 1  - 4-Track Stereo ; CinemaScope
- Dates de sortie : 
  - Canada : 1967
  - Tchécoslovaquie : 1971

## Distribution

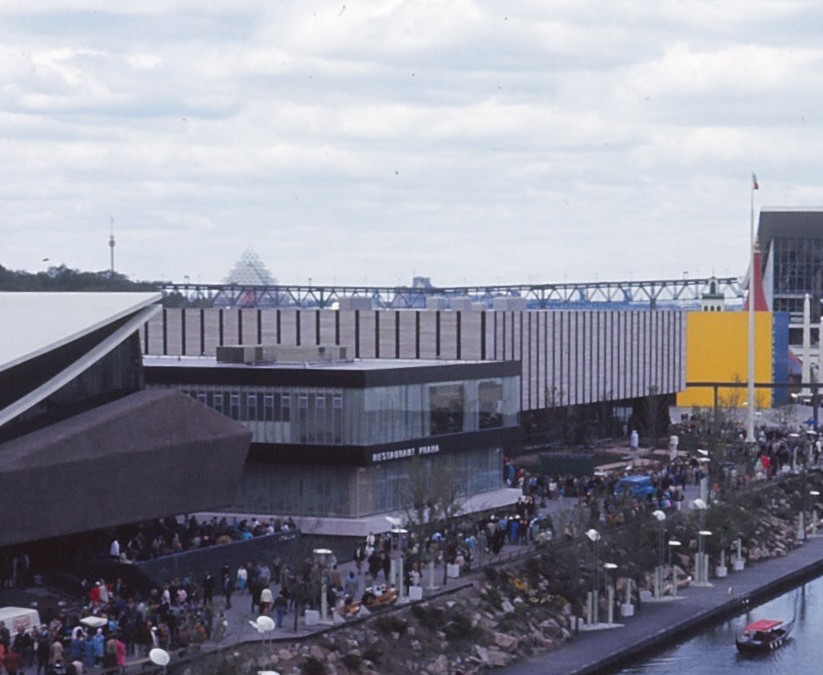
Expo 67, pavillons de la Tchécoslovaquie

- Jan Vostrčil
- Karla Chadimová
- Miroslav Hornícek
- Jan Libícek
- Miroslav Macháček
- Jirí Schmitzer
- Josef Somr
- Libuše Švormová

## Dispositif
Le film fut présenté dans une salle de 127 places où chaque fauteuil était équipé de deux boutons (l'un vert et l'autre rouge) destinés à exprimer son vote. L'écran était entouré de lumières s'allumant en rouge ou vert pour donner le résultat du vote. Miroslav Horníček faisait office de modérateur et avait appris phonétiquement un texte en anglais, car il ne le parlait et ne le comprenait pas.

## Critiques
Pour Alexis Blanchet« Činčera voyait son système cinématographique comme une satire du vote démocratique qui donne l’illusion d’un choix, quand celui-ci est déjà pleinement déterminé ». Il ajoute que l'étude des statistiques d'exploitation du film lors de sa présentation à l'Exposition universelle montrait que « les spectateurs choisirent très majoritairement les mêmes enchaînements de séquences narratives. »

## Postérité
Le film fut interdit par le Parti communiste tchécoslovaque en 1972. Et si Hollywood s'intéressa au procédé, il n'y eut aucune suite car le film était alors propriété de l'État tchécoslovaque, qui n'était pas intéressé par sa vente.